# 남원 양씨 행정비각
남원양씨 행정비각은 대한민국 충청북도 영동군 용화면 자계리에 있다. 1997년 7월 4일 영동군의 향토유적 제56호로 지정되었다.

## 개요
양씨는 경주정씨 양경공파 후손인 정세환과 혼인하여 일찍 남편과 사별하고 어린자식과 시부모를 모시던 중, 시아버지가 병환이 나자 손가락과 허벅지를 칼로 베어 피를 먹이는 등 효성이 지극하여 그 효열(孝烈)을 기리기 위하여 1930년 경주정씨 종중에서 건립하였다.

## 참고 문헌
- 남원양씨 행적비각[깨진 링크(과거 내용 찾기)] - 영동군 향토유적